# Ginástica na Universíada de Verão de 2007
A ginástica na Universíada de Verão de 2007 foi disputada no "Centro de Convenções e Exposições Impact" em Nonthaburi, Tailândia entre 9 e 17 de agosto de 2007, com as provas da ginástica artística e da ginástica rítmica.

## Eventos
| Ginástica artística - Individual geral masculino - Equipes masculino - Solo masculino - Barra fixa - Barras paralelas - Cavalo com alças - Argolas - Salto sobre a mesa masculino - Individual geral feminino - Equipes feminino - Trave - Solo feminino - Barras assimétricas - Salto sobre a mesa feminino | Ginástica rítmica - Individual geral - Equipes - Equipes - 5 fitas - Equipes - 2 maças e 3 arcos - Bola - Arco - Maças - Corda - Fita |

## Medalhistas

### Ginástica artística
Masculino
| Evento             | Ouro                                                                                | Ouro    | Prata                                                 | Prata   | Bronze                                                                                          | Bronze  |
| ------------------ | ----------------------------------------------------------------------------------- | ------- | ----------------------------------------------------- | ------- | ----------------------------------------------------------------------------------------------- | ------- |
| Argolas            | UKR Oleksaneyr Vorobyov                                                             | 16,200  | HUN Marcell Hetrovics                                 | 15,700  | KOR Go Jun-Woong                                                                                | 15,575  |
| Barra fixa         | JPN Hisashi Mizutori                                                                | 15,950  | CHN Guo Weiyang                                       | 15,825  | RUS Timur Kuzmin                                                                                | 15,525  |
| Barras paralelas   | CHN Guo Weiyang                                                                     | 15,925  | —                                                     | —       | ROM Cosmin Popescu                                                                              | 15,525  |
| Barras paralelas   | JPN Kazuya Ueda                                                                     | 15,925  | —                                                     | —       | ROM Cosmin Popescu                                                                              | 15,525  |
| Cavalo com alças   | SLO Saso Bertoncelj                                                                 | 15,250  | HUN Vid Hidvegi                                       | 14,625  | USA Derek Helsby                                                                                | 14,575  |
| Salto sobre a mesa | UKR Andriy Isayev                                                                   | 16,187  | POR Luis Araujo                                       | 15,787  | JPN Kohei Uchimura                                                                              | 15,737  |
| Solo               | JPN Kohei Uchimura                                                                  | 15,600  | JPN Hisashi Mizutori                                  | 15,475  | RUS Dmitry Barkalov                                                                             | 15,100  |
| Individual geral   | JPN Hisashi Mizutori                                                                | 92,450  | CHN Guo Weiyang                                       | 90,850  | JPN Koki Sakamoto                                                                               | 89,600  |
| Equipe             | JPN Japão Hisashi Mizutori Koki Sakamoto Kazuhito Tanaka Kohei Uchimura Kazuya Ueda | 273,700 | CHN China Chen Lei Guo Weiyang Tong Yingjie Wang Heng | 265,200 | UKR Ucrânia Dmytro Gyrenko Andriy Isayev Anton Novosolov Maksym Ovchinnikov Oleksaneyr Vorobyov | 263,150 |

Feminino
| Evento              | Ouro                                                      | Ouro    | Prata                                                                                         | Prata   | Bronze                                                                                          | Bronze  |
| ------------------- | --------------------------------------------------------- | ------- | --------------------------------------------------------------------------------------------- | ------- | ----------------------------------------------------------------------------------------------- | ------- |
| Barras assimétricas | UKR Dariya Zgoba                                          | 15,750  | CHN Zhou Zhuoru                                                                               | 15,550  | CHN Fan Ye                                                                                      | 14,650  |
| Salto sobre a mesa  | UKR Olga Shcherbatykh                                     | 14,700  | CHN Deng Ying                                                                                 | 14,362  | RUS Leysira Gabdrakhmanova                                                                      | 14,287  |
| Solo                | RUS Alena Polyan                                          | 14,900  | CHN Fan Ye                                                                                    | 14,875  | RUS Elena Zamolodchikova                                                                        | 14,800  |
| Trave               | CHN Fan Ye                                                | 15,150  | CHN Zhou Zhuoru                                                                               | 14,575  | ROM Florica Leonida                                                                             | 14,450  |
| Individual geral    | CHN Zhou Zhuoru                                           | 60,200  | UKR Olga Shcherbatykh                                                                         | 58,350  | CHN Fan Ye                                                                                      | 58,150  |
| Equipe              | CHN China Fan Ye Zhang Nan Zhou Zhuoru Huang Lu Deng Ying | 174,700 | UKR Ucrânia Maryna Kostiuchenko Maryna Proskurina Olga Shcherbatykh Dariya Zgoba Alina Kozich | 174,300 | RUS Rússia Alena Polyan Leysira Gabdrakhmanova Elena Zamolodchikova Maria Chibiskova Alena Zmev | 173,300 |

### Ginástica rítmica
| Evento                                      | Ouro               | Ouro   | Prata              | Prata  | Bronze              | Bronze |
| ------------------------------------------- | ------------------ | ------ | ------------------ | ------ | ------------------- | ------ |
| Individual geral (aro, corda, fita e maças) | UKR Anna Bessonova | 70,850 | RUS Olga Kapranova | 69,950 | RUS Vera Sessina    | 69,375 |
| Individual (aro)                            | UKR Anna Bessonova | 18,250 | RUS Olga Kapranova | 17,850 | BLR Inna Zhukova    | 17,200 |
| Individual (corda)                          | UKR Anna Bessonova | 17,750 | RUS Vera Sessina   | 17,400 | UKR Natalia Godunko | 17,200 |
| Individual (fita)                           | UKR Anna Bessonova | 17,850 | RUS Olga Kapranova | 17,100 | RUS Vera Sessina    | 16,875 |
| Individual (maças)                          | UKR Anna Bessonova | 17,350 | RUS Vera Sessina   | 17,300 | KAZ Aliya Yussupova | 17,275 |
| Equipe (5 aros)                             | UKR Ucrânia        | 16,025 | RUS Rússia         | 15,975 | JPN Japão           | 15,950 |
| Equipe (3 arcos e 2 maças)                  | RUS Rússia         | 16,750 | JPN Japão          | 15,650 | CHN China           | 15,525 |
| Equipe (5 aros + 3 arcos e 2 maças)         | RUS Rússia         | 31,600 | UKR Ucrânia        | 30,725 | JPN Japão           | 30,700 |

## Quadro de medalhas
| Ordem | País               | Medalha de ouro | Medalha de prata | Medalha de bronze |    |
| ----- | ------------------ | --------------- | ---------------- | ----------------- | -- |
| 1     | UKR Ucrânia        | 10              | 3                | 2                 | 15 |
| 2     | JPN Japão          | 5               | 2                | 4                 | 11 |
| 3     | CHN China          | 4               | 7                | 3                 | 14 |
| 4     | RUS Rússia         | 3               | 6                | 7                 | 16 |
| 5     | SLO Eslovênia      | 1               |                  |                   | 1  |
| 6     | HUN Hungria        |                 | 2                |                   | 2  |
| 7     | POR Portugal       |                 | 1                |                   | 1  |
| 8     | ROM Romênia        |                 |                  | 2                 | 2  |
|       | BLR Bielorrússia   |                 |                  | 1                 | 1  |
|       | KAZ Cazaquistão    |                 |                  | 1                 | 1  |
|       | KOR Coreia do Sul  |                 |                  | 1                 | 1  |
|       | USA Estados Unidos |                 |                  | 1                 | 1  |
|       | Total              | 23              | 21               | 22                | 66 |